# Elisabeth Pitz-Savelsberg
Elisabeth Pitz-Savelsberg (Aix-la-Chapelle, 8 juillet 1906 - Wiesbaden, 13 octobre 1996) est une femme politique allemande. 